# Ляньнань-Яоський автономний повіт
24°43′10″ пн. ш. 112°17′02″ сх. д. / 24.71958° пн. ш. 112.28388° сх. д.
Ляньнань-Яоський автономний повіт (кит. 连南瑶族自治县, пін. Liánnán Yáozú Zìzhìxiàn) — один із повітів КНР у складі префектури Цін'юань, провінція Гуаньдун. Адміністративний центр — містечко Саньцзян.

## Географія
Ляньнань-Яоський автономний повіт лежить на півночі провінції в горах Наньлін.

### Клімат
Повіт знаходиться у зоні, котра характеризується вологим субтропічним кліматом. Найтепліший місяць — липень із середньою температурою 28,6 °C. Найхолодніший місяць — січень, із середньою температурою 9,2 °С.
| Клімат повіту Ляньнань-Яо | Клімат повіту Ляньнань-Яо | Клімат повіту Ляньнань-Яо | Клімат повіту Ляньнань-Яо | Клімат повіту Ляньнань-Яо | Клімат повіту Ляньнань-Яо | Клімат повіту Ляньнань-Яо | Клімат повіту Ляньнань-Яо | Клімат повіту Ляньнань-Яо | Клімат повіту Ляньнань-Яо | Клімат повіту Ляньнань-Яо | Клімат повіту Ляньнань-Яо | Клімат повіту Ляньнань-Яо | Клімат повіту Ляньнань-Яо |
| Показник                  | Січ.                      | Лют.                      | Бер.                      | Квіт.                     | Трав.                     | Черв.                     | Лип.                      | Серп.                     | Вер.                      | Жовт.                     | Лист.                     | Груд.                     | Рік                       |
| Середній максимум, °C     | 13,5                      | 15,1                      | 18,2                      | 24,1                      | 28,5                      | 31,5                      | 33,9                      | 33,6                      | 30,7                      | 26,9                      | 21,8                      | 16,6                      | 24,5                      |
| Середня температура, °C   | 9,2                       | 11,1                      | 14,4                      | 20                        | 24                        | 26,8                      | 28,6                      | 28,2                      | 25,7                      | 21,6                      | 16,2                      | 11                        | 19,7                      |
| Середній мінімум, °C      | 6,4                       | 8,6                       | 11,8                      | 17,2                      | 20,9                      | 23,8                      | 24,9                      | 24,7                      | 22,3                      | 17,8                      | 12,4                      | 7,3                       | 16,5                      |
| Норма опадів, мм          | 77.4                      | 110.8                     | 157.8                     | 225.3                     | 268.9                     | 277.1                     | 180.0                     | 162.2                     | 95                        | 64.7                      | 54.2                      | 38.7                      | 1712.1                    |
| Вологість повітря, %      | 77                        | 80                        | 83                        | 83                        | 81                        | 82                        | 77                        | 77                        | 77                        | 74                        | 73                        | 73                        | 78.1                      |
| ------------------------- | ------------------------- | ------------------------- | ------------------------- | ------------------------- | ------------------------- | ------------------------- | ------------------------- | ------------------------- | ------------------------- | ------------------------- | ------------------------- | ------------------------- | ------------------------- |
| Джерело: data.cma.cn      |                           |                           |                           |                           |                           |                           |                           |                           |                           |                           |                           |                           |                           |